# Aleksei Polivanov
Aleksei Andreevici Polivanov (în rusă Алексей Андреевич Поливанов, n. 4/16 martie 1855, Krasnoye-na-Volge⁠(d), RSFS Rusă, URSS – d. 25 septembrie 1920, Riga, Interwar Latvia⁠(d)) a fost un general de infanterie  rus, care a îndeplinit funcția de ministru de război al Imperiului Rus din iunie 1915 până în martie 1916, când țarina Alexandra a forțat îndepărtarea lui din funcție.

## Biografie
Polivanov s-a născut într-o familie aristocratică și a devenit cadet pe 16 august 1871. A absolvit în 1874 Școala Tehnică din Nikolaev, fiind promovat pe 7 august 1874 sublocotenent și repartizat în Batalionul 2 geniu din cadrul Regimentului de Grenadieri. A fost avansat locotenent pe 27 martie 1877 și a participat la Războiul Ruso-Turc din 1877-1878, fiind rănit în luptă pe 12 octombrie 1877. A urmat cursurile Academiei de Inginerie Militară „Nikolaevski” din Sankt Petersburg, în prezent Universitatea Tehnico-Inginerească Militară din Sankt Petersburg (Nikolaevski), pe care le-a absolvit în anul 1880. A fost înaintat treptat în grad: căpitan (30 august 1882), maior (30 august 1886), locotenent-colonel (26 noiembrie 1888), colonel (30 august 1890), general-maior (6 decembrie 1899), general-locotenent (2 aprilie 1906) și general de infanterie (10 aprilie 1911). 
Mai târziu, el a devenit membru al Marelui Stat Major al Armatei Ruse (1899-1904), ajungând șeful acestuia în 1905. După înfrângerea dezastruoasă a Rusiei în Războiul Ruso-Japonez din 1904-1905, a fost numit ministru adjunct de război și a recomandat adoptarea rapidă a unor ample reforme politice și militare. Cu toate acestea, el a fost demis în anul 1912, din cauza colaborării sale cu facțiunile liberale din cadrul Dumei.
Polivanov a fost numit membru în Consiliul de Stat în anul 1912 și a îndeplinit această funcție până în iunie 1915, când l-a înlocuit pe Vladimir Suhomlinov ca ministru de război. În această calitate a început să transforme sistemul de instruire al Armatei Ruse și a încercat, cu un succes limitat. să îmbunătățească sistemele sale de aprovizionare și de comunicații. În perioada conducerii lui Polivanov a avut loc restructurarea industriei de armament ce a condus o creștere a producției militare în 1916: numărul puștilor produse a crescut de două ori, numărul mitralierelor de patru ori, numărul munițiilor cu 70%, numărul tunurilor de două ori și numărul obuzelor de mai mult de trei ori.
Cu toate acestea, în august 1915, el a aflat planul țarului Nicolae al II-lea de a-l înlocui pe Marele Duce Nicolai în calitate de comandant-șef al armatei și de a conduce personal Armata Rusă pe front și a făcut eforturi intense pentru a-l convinge să renunțe. 
Acest lucru a contribuit la stabilirea unei relații reci cu țarina, care a complotat apoi pentru înlăturarea lui Polivanov. În urma acestor presiuni țarul Nicolae l-a demis din funcția de ministru în martie 1916, când a eșuat Ofensiva de pe Lacul Naroci. El a fost urmat de Dmitri Șuvaiev.
După Revoluția din Februarie 1917, a fost președinte al Comisiei speciale pentru restructurarea armatei pe baze democratice și al Comisiei pentru îmbunătățirea vieții militarilor. După Revoluția Rusă, Polivanov a fost arestat de CEKA la sfârșitul lunii iulie 1918, dar a fost curând eliberat. A intrat în Armata Roșie în februarie 1920 și a participat ca expert militar la negocierile de pace sovieto-poloneze de la Riga din august-septembrie 1920. A murit acolo de tifos pe 25 septembrie 1920, în perioada discuțiilor, și a fost înmormântat în Cimitirul Nikolski al Lavrei Aleksandr Nevski.